# Joaquín Gimeno Casalduero
Joaquín Gimeno Casalduero (* 8. September 1931 in Madrid; † 25. April 2014) war ein spanisch-US-amerikanischer Romanist, Hispanist, Mediävist und Historiker.

## Leben und Werk
Gimeno studierte von 1949 bis 1954 an der Universität Murcia. 1955 ging er an das Lexikografische Institut der Real Academia Española in Madrid. 1956 wurde er in Murcia promoviert mit der Arbeit Elementos naturalistas en la obra novelística de Pérez Galdós und ging als Instructor an die Harvard University. Dann war er ab 1959 an der University of California, Riverside Assistant Professor, ab 1964 Associate Professor und ab 1965 an der Case Western Reserve University in Cleveland Full Professor. Von da ging er 1972 an die University of Southern California in Los Angeles und von 1980 bis zu seiner Emeritierung 1993 an die University of California at Los Angeles.
Joaquín Gimeno Casalduero war der Neffe von Joaquín Casalduero.

## Werke
- La imagen del monarca en la Castilla del siglo XIV. Pedro el Cruel, Enrique II y Juan I, Madrid 1972
- Estructura y diseño en la literatura castellana medieval, Madrid 1975
- La creación literaria de la Edad Media y del Renacimiento, Madrid 1977
- El misterio de la redención y la cultura medieval, Murcia 1988
- El secreto de los Casalduero, Murcia 2006